# Cerkiew Zaśnięcia Najświętszej Maryi Panny w Bielsku Podlaskim
Cerkiew pod wezwaniem Zaśnięcia Przenajświętszej Bogurodzicy – prawosławna cerkiew parafialna w Bielsku Podlaskim. Należy do dekanatu Bielsk Podlaski diecezji warszawsko-bielskiej Polskiego Autokefalicznego Kościoła Prawosławnego.
Świątynia znajduje się na północno-wschodnim krańcu miasta, przy ulicy Adama Mickiewicza 179.

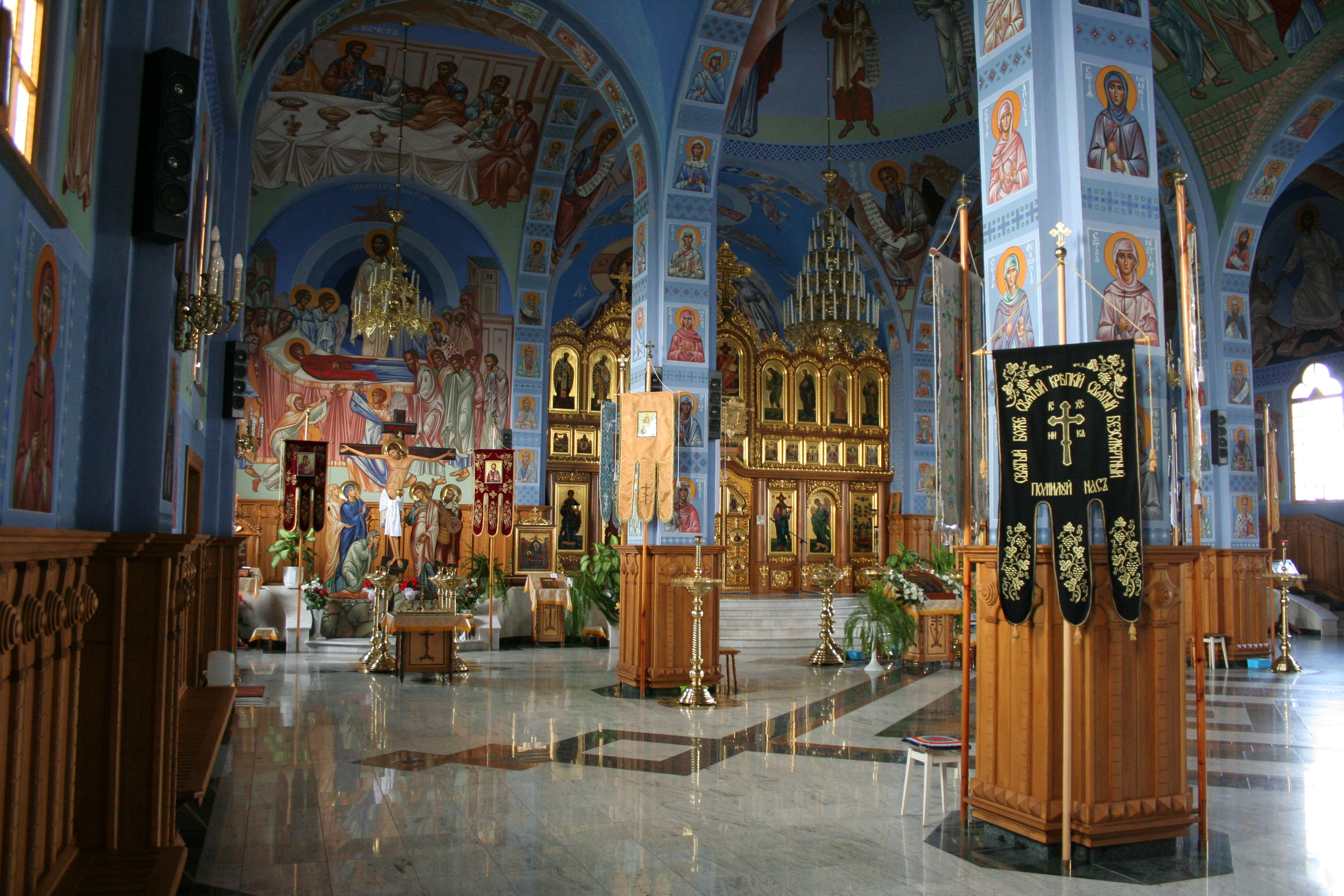
Wnętrze cerkwi

Cerkiew została zaprojektowana przez Michała Bałasza. Wybudowana w latach 90. XX w. na planie krzyża greckiego, w stylu bizantyjsko-rosyjskim. Posiada łącznie 7 kopuł: główną oraz 4 mniejsze na skrzyżowaniu nawy i transeptu, a także wieńczącą wieżę-dzwonnicę i nad prezbiterium. Wewnątrz mieści się współczesny ikonostas. Inicjatorem budowy świątyni był ks. Jan Barszczewski, pierwszy proboszcz miejscowej parafii.
20 sierpnia 2016 cerkiew odwiedził Prawosławny patriarcha Antiochii Jan X, natomiast 20 sierpnia 2018 r. – metropolita całej Ameryki i Kanady Tichon, zwierzchnik Kościoła Prawosławnego w Ameryce.